# Leni Alexander
Helene Alexander, bekannt als Leni Alexander (* 8. Juni 1924 in Breslau; † 7. August 2005 in Santiago de Chile) war eine deutsch-chilenische Komponistin Neuer Musik und Hörspielautorin.

## Leben
Geboren in Breslau, wuchs Leni Alexander in Hamburg als Tochter der Opernsängerin Ilse Pollack (1894–1964) und des Verlagsprokuristen Max Alexander (1898–1962) auf. 1932 heiratete ihre Mutter nach der Scheidung von Max Alexander den Rechtsanwalt Siegfried Urias, der lange Zeit in der deutsch-israelischen Gemeinde tätig war.
Nach der Zerstörung der Hamburger Synagoge in der Reichspogromnacht vom 9. auf den 10. November 1938 entschlossen sich die jüdischen Eltern zur Flucht aus Deutschland und emigrierten 1939 über Amsterdam nach Chile.
Nach einem Studienaufenthalt 1954 konnte sie mithilfe eines Stipendiums 1969 mit ihrem jüngsten Sohn Bastián erneut nach Paris gehen. Diesen Aufenthalt könnte man als zweites Exil betrachten. Als Anhängerin der Unidad Popular Salvador Allendes fürchtete sie nach dem Militärputsch in Chile 1973 wieder um ihr Leben, so dass sie in Paris blieb. Sie engagierte sich nach Pinochets Machtergreifung politisch und arbeitete für Amnesty International und Chile-Solidaritätskomitees.
Nach der Rückkehr zur Demokratie in Chile führte sie ein Leben zwischen Europa und Chile, wo ihre drei Kinder und zahlreiche Enkel leben. Leni Alexander ist die Mutter von Andreas Bodenhöfer, Beatrice Bodenhöfer und Bastián Bodenhöfer.
Sie starb am 7. August 2005 in Santiago de Chile, wo sie auf dem jüdischen Friedhof beigesetzt wurde.

## Musikalischer Werdegang
Ihre musikalische Begabung wurde von ihrer Mutter, einer Opernsängerin, früh gefördert, so dass sie Klavier und Cello erlernte. In Santiago de Chile ließ sich Leni Alexander zunächst zur Montessori-Pädagogin ausbilden, erhielt Klavier-, Cello-, Harmonielehre- und Kontrapunkt-Unterricht. Von 1949 bis 1953 studierte sie Komposition bei Fré Focke, einem holländischen Komponisten und Schüler Anton Weberns. Im Jahr 1952 lernte sie in Santiago Pierre Boulez kennen, der ihr vorschlug, ihre Studien in Paris fortzusetzen. Ein Stipendium des französischen Staates ermöglichte ihr, 1954 nach Paris zu gehen, wo sie am Conservatoire bei Olivier Messiaen und René Leibowitz (1913–1972) Komposition studierte. In Paris befreundete sie sich mit dem Komponisten und Dirigenten Bruno Maderna (1920–1973), bei dem sie in Venedig noch für einige Zeit Kompositionsunterricht nahm, und mit Luigi Nono (1924–1990).
Im Jahr 1960 wurde ihre Kantate From Death to Morning als repräsentativer Beitrag Lateinamerikas für das Festival der Internationalen Gesellschaft für Neue Musik in Köln ausgewählt. Ein Guggenheim-Stipendium ermöglichte ihr, im Jahr 1969 mit ihrem jüngsten Sohn Bastián wieder nach Paris zu gehen.
Ihr musikalisches Schaffen umfasst Werke für Klavier, für weitere Soloinstrumente und für Ensemble sowie Chor- und Orchesterwerke, Ballettmusiken und Hörspiele.
In ihren Hörspielen und Kompositionen flossen ihre jüdische Identität und ihre Erlebnisse in zwei Diktaturen ein. In ihren Aufenthalten in Köln produzierte sie zahlreiche Hörspiele für den WDR, meist in Zusammenarbeit mit dem Regisseur Hein Brühl. Zu ihrem vertrauten Freundeskreis in Köln zählten unter anderem der Komponist Wolfgang Hamm, der Schauspieler Gerhard Haag, die Künstler Luise Unger und Franz van der Grinten und der Komponist Hans W. Koch. Sie veröffentlichte Artikel in der Zeitschrift MusikTexte.
Die meisten ihrer Werke sind in Lateinamerika, in Frankreich und in Deutschland sowie in den USA uraufgeführt worden.